# Julien Bargeton
Pour les articles homonymes, voir Bargeton.
Julien Bargeton, né le 29 mars 1973 à Paris, est un homme politique français.
Membre du Parti socialiste puis de La République en marche, il est sénateur de Paris de 2017 à 2023 et ancien président du groupe « Démocrates et progressistes » au Conseil de Paris de 2017 à 2020. Il est conseiller régional d’Île-de-France depuis le 2 juillet 2021, membre du groupe de la Majorité présidentielle. Depuis mai 2024, il est président de la Cité de l'architecture et du patrimoine.

## Origines et formation
Petit-fils de mineurs cévenols, Julien Bargeton intègre Sciences Po Paris dont il sort diplômé en 1994, l'ESSEC puis l'École nationale d'administration en 2000. Il effectue son service militaire en 1997 comme aspirant sur la base aérienne de Rochefort.
À la sortie de l'ENA (promotion Averroès, aux côtés notamment de Fleur Pellerin, Audrey Azoulay, Alexis Kohler et Nicolas Kazadi), il choisit la Cour des comptes et devient magistrat financier.

## Parcours politique
Partisan de la « deuxième gauche » inspirée par Michel Rocard, il s'engage au Parti socialiste en mars 1993 et milite dans le XXe arrondissement de Paris à partir d'octobre 1995.
Élu en 2008 conseiller de Paris et premier adjoint à la maire du XXe chargé des Finances et de la Culture, il devient en juillet 2012 adjoint au maire de Paris Bertrand Delanoë chargé des Déplacements, des Transports et de l'Espace public. Après les élections municipales de 2014, il devient adjoint à la maire de Paris Anne Hidalgo chargé des finances, des sociétés d'économie mixtes, des marchés publics et des concessions.
Dans une tribune publiée en janvier 2017, il annonce son ralliement à Emmanuel Macron,. Il quitte le Parti socialiste le 1er juin 2017. Investi par La République en marche (LREM) aux élections sénatoriales de 2017 à Paris, il est élu sénateur de Paris le 24 septembre 2017,. Élu par la suite porte-parole du groupe LREM, il siège à la commission des finances et devient co-rapporteur spécial sur le budget de la Culture.
À la suite de son élection au Sénat, il démissionne le 6 octobre 2017 de son poste d'adjoint aux Finances et crée dans la foulée le groupe « Démocrates et progressistes » (7 membres) au Conseil de Paris, dont il devient président.
Le 16 septembre 2018, il se déclare candidat à la candidature de La République en marche pour les élections municipales de 2020 à Paris, avant de rallier Benjamin Griveaux le 27 mars 2019 après sa démission du Gouvernement. Après la désignation de Benjamin Griveaux comme tête de liste par la commission nationale d'investiture de LREM, il devient responsable du projet au sein de son équipe de campagne, secondé par Rémi Chauvet, référent LREM du 10e arrondissement. À l'issue du second tour de l'élection municipale et la démission de Frédérique Calandra, il devient conseiller d'arrondissement du XXe arrondissement.
A l'issue du renouvellement sénatorial de septembre 2020, il est élu vice-président de la commission de la culture, de l'éducation et de la communication du Sénat.
En 2021, il soutient Laurent Saint-Martin pour les élections régionales en Île-de-France et candidate sur la liste parisienne menée par Marlène Schiappa. Il est élu conseiller régional.
Il se présente aux élections législatives de 2022 dans la sixième circonscription de Paris. Arrivé en seconde position avec 25,62 % des suffrages, il est battu au premier tour.
Il se présente aux élections sénatoriales de 2023 pour la ville de Paris. Sa liste arrivant en quatrième position avec 6,03 %, il est battu.
En mai 2024, il est nommé président de la Cité de l'architecture et du patrimoine, succédant à Catherine Chevillot.

## Détail des mandats et fonctions

### Mandat national
- Sénateur de Paris  (octobre 2017 - octobre 2023).

### Mandats locaux
- Conseiller régional d’Île-de-France depuis le 2 juillet 2021[20] ;
- Conseiller d'arrondissement du 20e arrondissement de Paris (mars 2008-juin 2020, puis depuis le 12 août 2020[21] à la suite de la démission de Frédérique Calandra) ;
- Conseiller de Paris (mars 2008-juin 2020) ;
- Conseiller métropolitain du Grand Paris (décembre 2015-juin 2020).